# Gefängniswesen in der Volksrepublik China
Das Gefängnissystem der Volksrepublik China ist ein Teil des Rechtssystems der Volksrepublik China. Die Rechtsprechung durch die Volksgerichte ist durch das „Organisationsgesetz für Volksgerichte“ geregelt, das seit 1982 das Recht auf eine Verteidigung garantiert. Das aktuelle Gefängnissystem Chinas beruht auf dem „Gefängnisgesetz der Volksrepublik China“ vom 20. Dezember 1994.
Im Jahre 2004 fanden vor den lokalen Gerichten in erster Instanz 644.248 Strafverfahren statt. Nach Angaben der chinesischen Regierung befinden sich 1,5 Millionen Menschen in den Gefängnissen.
Zur Erziehung wird Zwangsarbeit eingesetzt, die auch dazu dient, Kosten für den Staat einzusparen und Beiträge für den Staatshaushalt zu leisten. Die Produkte werden auch  exportiert.
Der Laogai Research Foundation geht von derzeit 4 bis 6 Millionen Zwangsarbeitern aus und hat über 1000 Laogai-Lager in China erfasst.
Menschenrechtsorganisationen und die Internationale Rotkreuz- und Rothalbmond-Bewegung dürfen in China keine Gefangenen besuchen.

## Hinrichtungen
Über die Anzahl von in China hingerichteten Menschen fehlen offizielle Angaben. Amnesty International bezifferte die vollstreckten Todesurteile im Jahr 2004 auf 3400, im Jahr 2005 auf 1770. Andere Organisationen schätzen die Zahlen noch höher. Nach Auskunft von Günter Kirste, bis 2013 medizinischer Vorstand der Deutschen Stiftung Organtransplantation, sei die Entnahme von Organen von Hingerichteten in der VR China „hinlänglich bekannt“.